# Hermannia juttae
Hermannia juttae är en malvaväxtart som beskrevs av Moritz Kurt Dinter och Engl.. Hermannia juttae ingår i släktet Hermannia och familjen malvaväxter. Inga underarter finns listade i Catalogue of Life.